# Magnesio-ferri-orneblenda
La magnesio-ferri-orneblenda (simbolo IMA: Mfhbl) è un raro minerale del supergruppo dell'anfibolo, all'interno del quale viene collocato nel "gruppo degli anfiboli con W(OH,F,Cl)-dominante" e da lì al sottogruppo degli anfiboli di calcio dove occupa un posto nel "gruppo contenente la radice orneblenda nel nome"; essendo un anfibolo, appartiene agli inosilicati e pertanto alla famiglia minerale dei "silicati", e possiede composizione chimica ☐Ca2(Mg4Fe3+)[(Si7Al)O22](OH)2.
La magnesio-ferri-orneblenda è definita con:
- Mg>Fe2+ e Fe3+Al in posizione C
- idrossile (OH) come anione dominante nella posizione W.

## Etimologia e storia
La magnesio-ferri-orneblenda deve il proprio nome all'orneblenda e al suo contenuto di magnesio e ferro.
Il campione tipo è conservato presso il "Geological Museum of China" di Pechino (Cina) con il numero di catalogo M16131.

## Classificazione
La magnesio-ferri-orneblenda è stata approvata dall'Associazione Mineralogica Internazionale (IMA) nel 2022, pertanto non è elencata nella classica nona edizione della sistematica dei minerali di Strunz, aggiornata dall'IMA fino al 2009.
Il minerale è presente nell'edizione successiva, proseguita dal database "mindat.org" e chiamata Classificazione Strunz-mindat, dove la magnesio-ferri-orneblenda è elencata nella classe "9. Silicati (germanati)" e nella sottoclasse "9D. Inosilicati"; questa è ulteriormente suddivisa in base alla struttura cristallina del minerale, in modo tale che possa essere trovata nella sezione "9.DE Inosilicati con catene doppie di periodo 2, Si4O11; clinoanfiboli" dove forma il sistema nº 9.DE.10.

## Abito cristallino
La magnesio-ferri-orneblenda cristallizza nel sistema monoclino nel gruppo spaziale C2/m (gruppo nº 12) con i parametri reticolari a = 9,8620(3) Å, b = 18,1060(5) Å, c = 5,30810(10) Å, β = 104,8480(10)°, oltre ad avere 2 unità di formula per cella unitaria.

## Origine e giacitura
La magnesio-ferri-orneblenda si forma dalla mineralizzazione di ferro-rame di tipo skarn; la paragenesi è con apatite, biotite, K-feldspato, magnesio-hastingsite, magnetite, plagioclasio, quarzo, titanite e zircone.
La magnesio-ferri-orneblenda è piuttosto rara ed è stata trovata solo in pochi siti sparsi per il mondo: la "Magnesio-ferri-horblende type locality" (44.09028°N 82.72389°E) nella prefettura autonoma mongola di Börtala (Xinjiang, Cina); a Turinsk (nell'oblast' di Sverdlovsk) e nell'oblast' di Murmansk (entrambi in Russia); nel complesso minerario di "Hicks Butte" nella contea di Kittitas (Stato di Washington, Stati Uniti); nel deposito "Las Águilas" (dipartimento di Coronel Pringles, Argentina); nei pressi dei laghi Kinaskan e Pinchi (nella Columbia Britannica), presso Bathurst (Ontario) e nella cava di "Poudrette" a Mont-Saint-Hilaire nel Québec, tutte in Canada.
Ritrovamenti anche nella cava di "Otamo dolomite" nella Satakunta (Finlandia); presso Niemcza nel distretto di Dzierżoniów (in Polonia); nella provincia di Bitlis (in Turchia); a Saih Hatat (in Oman).

## Forma in cui si presenta in natura
La magnesio-ferri-orneblenda si presenta in cristalli colonnari subedrali con una lunghezza da 0,5 a 3 mm. Il minerale ha lucentezza vitrea con colore da verde scuro a verde nero, mentre il colore del suo striscio va dal grigio-verde pallido al grigio-bianco.

## Proprietà ottiche
La magnesio-ferri-orneblenda presenta un forte pleocroismo con colori giallo pallido secondo {\displaystyle x}, marrone giallastro secondo {\displaystyle y} e verde giallastro scuro lungo {\displaystyle z}.

## Minerali correlati
La magnesio-fluoro-orneblenda è un minerale non ancora approvato dall'IMA poiché si sospetta essere un prodotto antropogenico. Appartiene allo stesso gruppo e sottogruppo della magnesio-ferri-orneblenda e possiede composizione chimica ☐Ca2Mg5(AlSi7O22)F2, in cui il fluoro sostituisce l'ossidrile OH in posizione W come anione dominante.